# Валдайский уезд
Валдайский уезд — один из уездов Новгородской губернии. Уездный город — Валдай.
В 1889 году в уезде было 8 фабрик и заводов.

## Население
В 1897 году население уезда составляло 95 251 человек, в том числе русские — 88 361, карелы — 5808.

## Административно-территориальное устройство

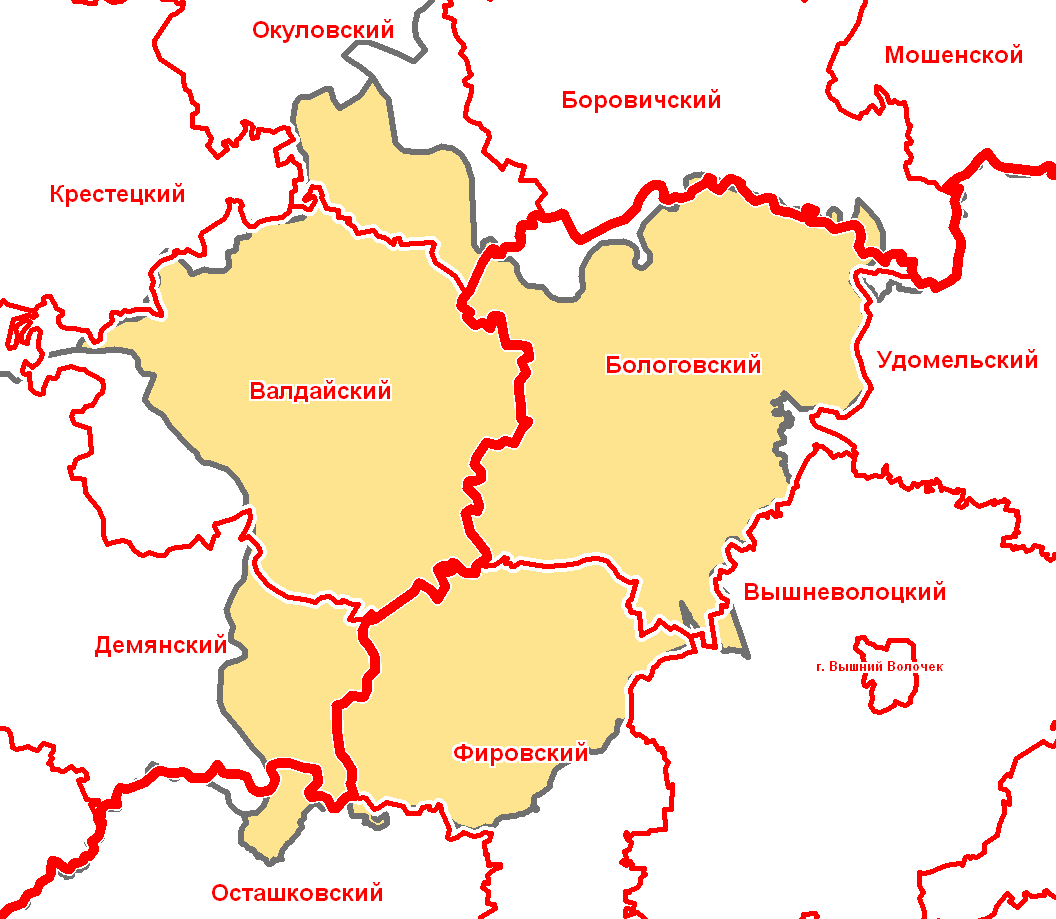
Валдайский уезд в современной сетке районов

В 1890 году в состав уезда входило 18 волостей
| № п/п | Волость        | Волостное правление  | Число селений | Население |
| ----- | -------------- | -------------------- | ------------- | --------- |
| 1     | Берёзорядская  | с. Берёзовский Рядок | 27            | 4798      |
| 2     | Боровенская    | д. Авдеево           | 32            | 2295      |
| 3     | Бельская       | с. Бель              | 25            | 4155      |
| 4     | Дубровская     | д. Дубровка          | 17            | 2673      |
| 5     | Едровская      | с. Едрово            | 12            | 3494      |
| 6     | Жабенская      | с. Жабны             | 36            | 5891      |
| 7     | Зимогорская    | с. Зимогорье         | 29            | 5685      |
| 8     | Ивантеевская   | д. Ивантеево         | 37            | 6357      |
| 9     | Ильятинская    | с. Ильятино          | 15            | 3157      |
| 10    | Кемецкая       | с. Кемцы             | 41            | 4426      |
| 11    | Медведевская   | д. Медведево         | 21            | 3499      |
| 12    | Новотроицкая   | д. Новотроицкая      | 29            | 2804      |
| 13    | Рабежская      | с. Рабежа            | 40            | 5911      |
| 14    | Рождественская | с. Рождество         | 18            | 2997      |
| 15    | Рютинская      | с. Рютино            | 25            | 4077      |
| 16    | Сопкинская     | д. Сопки             | 16            | 2402      |
| 17    | Хотиловская    | с. Хотилово          | 7             | 3653      |
| 18    | Яжелбицкая     | с. Яжелбицы          | 52            | 7613      |

В 1913 году в состав уезда входило 19 волостей, образована Дворецкая волость (д. Дворец).
В 1917 году в уезде было 1079 населённых пунктов; в состав уезда входили 19 волостей:
1. Бельская волость, центр — село Бель;
2. Берёзорядская волость, центр — село Берёзовский Рядок.
3. Боровенская волость, центр — погост Боровно.
4. Дворецкая волость (создана в 1900 году), центр — деревня Дворец;
5. Дубровская волость, центр — погост Вознесенье;
6. Едровская волость, центр — село Едрово;
7. Жабенская волость, центр — село Жабны;
8. Зимогорская волость, центр — село Зимогорье;
9. Ивантеевская волость, центр — деревня Ивантеево;
10. Ильятинская волость, центр — деревня Ильятино;
11. Кемецкая волость, центр — село Кемцы;
12. Медведевская волость, центр — деревня Медведево;
13. Новотроицкая волость, центр — деревня Новотроицкое;
14. Рабежская волость, центр — село Рабежа;
15. Рождественская волость, центр — село Рождество;
16. Рютинская волость, центр — село Рютино;
17. Сопкинская волость, центр — деревня Сопки;
18. Хотиловская волость, центр — село Хотилово;
19. Яжелбицкая волость, центр — село Яжелбицы.

В марте 1918 года в Валдайском уезде были выделены ещё 3 волости:
1. Берёзовская волость (из части Боровенской волости), центр — деревня Берёзовка;
2. Домкинская волость (из части Жабенской волости), центр — Домкино;
3. Котловановская волость (из части Кемецкой волости), центр — Котлованово.

Постановлениями Новгородского губисполкома от 7 июня и 22 июля 1918 года и постановлением коллегии отдела управления Новгородского губисполкома от 12 октября 1918 года был образован Бологовский уезд из 11 волостей Валдайского уезда: Берёзорядской, Домкинской, Дубровской, Жабенской, Кемецкой, Котловановской, Медведевской, Рождественской, Рютинской, Сопкинской и Хотиловской. Но постановления Новгородского губисполкома не утвердили высшие органы власти и 20 марта 1919 года на объединённом заседании съезда Советов Бологовского и Валдайского уездов уезды были вновь объединены в Валдайский уезд, а волости прежнего Болговского уезда вновь вошли в состав Валдайского уезда. Уездным центром с 1 апреля 1919 года стал город Бологое, но с октября 1920 года, центр Валдайского уезда был вновь перенесён в город Валдай.
В соответствии с постановлением Новгородского губисполкома от 28 июня 1918 года населённые пункты Рабежской волости (Глебово, Голенек (Говенок), Городец, Добрая, Ореховка, Орлово, Осиновка (Осинка), Подоклинье (Подолишье), Турская) были переведены в Сосницкую волость Осташковского уезда Тверской губернии. В соответствие постановлению Валдайского уездного исполкома от 8 июля 1918 года деревня Ловница Берёзорядской волости и две деревни Рютинской волости: Корпино и Любитово, были перечислены в Кемецкую волость. Постановлением отдела управления Новгородского губисполкома от 25 февраля 1919 был утверждён перевод 1918 года деревни Львово из Рютинской волости в Дубровскую волость.
В Берёзорядскую волость бывшего Бологовского уезда 4 апреля 1919 года из Перелучской волости Боровичского уезда были перечислены населённые пункты Замостье, Кузьмино и Наумовское, а 4 марта из отдельных селений Бельской и Ивантеевской волостей была образована Наволокская волость с центром в деревне Наволок. В октябре 1919 года в Боровенскую волость вошла упразднённая Берёзовская волость.

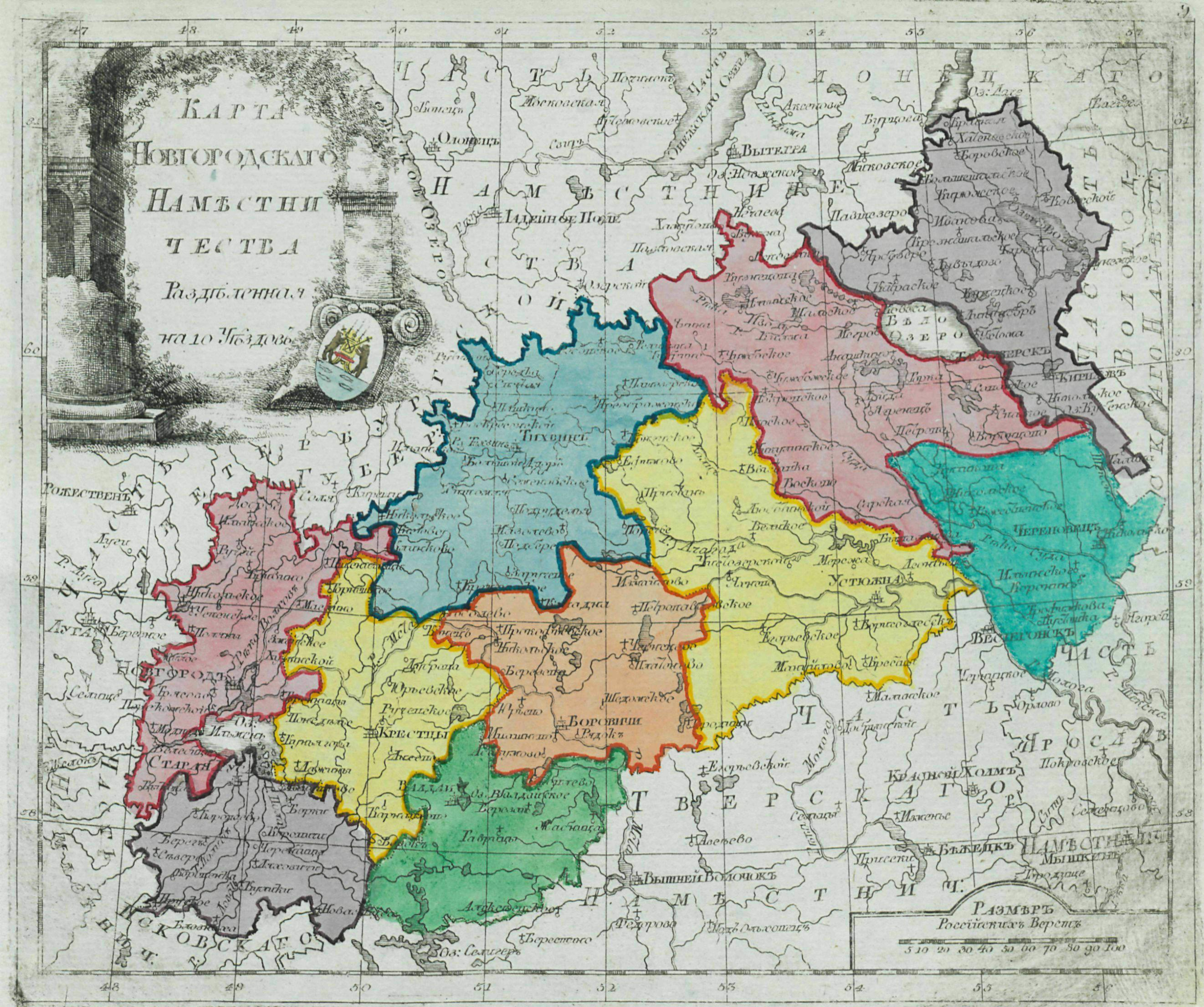
Новгородское наместничество, уезды, 1792 год

Заседанием коллегии отдела управления Новгородского губисполкома 14 апреля 1921 года было решено в состав Яблоновской волости Боровичского уезда перечислить Бороздовское и Угловское сельские общества Боровенской волости Валдайского уезда, но Постановлением НКВД от 12 мая 1921 года из Боровенской волости Валдайского уезда Бороздовское сельское общество (населённый пункт Борозды) был передан в Рядовскую волость Боровичского уезда, а Угловское сельское общество (населённый пункт Угловка) был передан в Яблоновскую волость Боровичского уезда, а постановлением отдела управления Новгородского губисполкома от 28 октября 1921 года Угловка была перечислена затем в Шегринскую волость Боровичского уезда. В ноябре 1921 года была упразднена Котловановская волость, а населённые пункты упразднённой волости вошли в состав Кемецкой волости.
В соответствии с постановлением ВЦИК от 2 мая 1922 года в Валдайский уезд вошли Китовская, Крестецкая и Рахинская волости упразднённого Крестецкого уезда.
Президиум Валдайского уездного исполкома 14 ноября 1922 года утвердил переименование двух волостей в связи с пятилетием Октябрьской революции Зимогорская волость была переименована в Красно-Октябрьскую, а Медведевская — в Ленинскую, постановлением малого президиума
Новгородского губисполкома от 13 марта 1923 года было утверждено переименование Медведевской
волости, а Зимогорская волость вместо Красно-Октябрьской была названа Красноармейской, но Президиум ВЦИК постановлением от 27 апреля 1923 года отменил решение Новгородского губисполкома о переименовании вышеуказанных волостей.
В соответствие постановлению ВЦИК от 3 апреля 1924 года в уезде волости были укрупнены (из 24 прежних волостей были образованы 9):
1. Березайская волость, с центром в посёлке при станции Березайка, была вновь образована из упразднённых Дубровской, Рютинской и Сопкинской волостей;
2. Валдайская волость, с центром в городе Валдай, была вновь образована из упразднённых Дворецкой, Зимогорской, Ивантеевской, Наволокской и Яжелбецкой волостей;
3. Едровская волость, с центром в деревне Едрово, была укрупнена присоединением упразднённой Ильятинской волости и части населённых пунктов прежней Бельской волости;
4. Кемецкая волость, с центром в селе Кемцы, была укрупнена присоединением упразднённой Берёзорядской волости;
5. Крестецкая волость, с центром в городе Крестцы, была укрупнена присоединением упразднённой Рахинской волости;
6. Лучкинская волость, с центром в деревне Лучки, была вновь образована из упразднённых Боровенской, Китовской и Новотроицкой волостей;
7. Медведевская волость, с центром в деревне Медведево, была укрупнена присоединением упразднённой Хотиловской волости;
8. Рабежская волость, с центром в селе Рабежа, была укрупнена присоединением части населённых пунктов упразднённой Бельской волости;
9. Фировская волость, с центром в посёлке при станции Фирово, была вновь образована из упразднённых Домкинской, Жабенской, Рождественской волостей и части населённых пунктов прежней Бельской волости.

В соответствие постановлению расширенного президиума Новгородского губисполкома от 8 июля 1925 года, центр Лучкинской волости из имения Погостиха был переведён в село Локотско, а волость 31 августа 1925 года была переименована в Локотскую. Постановлением пленума Валдайского уездного исполкома 16 июня 1925 года волостной центр Медведевской волости из Медведево был перенесён в город Бологое.
В Валдайском уезде решением малого президиума Новгородского губисполкома от 3 декабря 1926 года были созданы национальные (эстонские) сельсоветы в Крестецкой волости:
1. Бугры-Камзовский национальный сельсовет (колония Бугры-Камзово);
2. Бугры-Лимановский национальный сельсовет (колония Бугры-Лиманы, деревни Кузнецово и Холм);
3. Яблоня-Эстонский национальный сельсовет (колония Яблоня Эстонская).

Также с 1926 года город Крестцы был преобразован в село.
По постановлению ВЦИК от 1 августа 1927 г. Валдайский уезд был упразднён, а его территория вошла в состав новообразованных Бологовского, Валдайского, Угловского, Рождественского, Опеченского и Окуловского районов Боровичского округа, а также Крестецкого, Луженского и Полновского районов Новгородского округа в Ленинградской области РСФСР.

## Известные уроженцы
- Лашков, Гавриил Михайлович — Герой Советского Союза
- Якубович, Пётр Филиппович — поэт, революционер-народоволец

## Уездные предводители дворянства[7]
| Ф,И,О                              | Должность            | Года      |
| ---------------------------------- | -------------------- | --------- |
| Веригин Аполлон Александрович      | Генерал-майор        | 1780-1785 |
| Хвостов Николай Михайлович         | Надворный советник   | 1786-1789 |
| Весёлкин Иван Алексеевич           | Подполковник         | 1789-1792 |
| Хвостов Николай Михайлович         | Коллежский советник  | 1792-1795 |
| Чириков Пётр Алексеевич            | Коллежский советник  | 1795-1798 |
| Лупандин Иван Кириллович           | Капитан 2 ранга      | 1798-1801 |
| Веригин Иван Апаллонович           | Кригс-комиссар       | 1801-1804 |
| Бутенев Иван Степанович            | Надворный советник   | 1804-1808 |
| Бутенев Фёдор Степанович           | Подполковник         | 1808-1810 |
| Образцов Михаил Петрович           | Статский советник    | 1810-1811 |
| Вараксин Василий Тимофеевич        | Подпоручик           | 1811-1815 |
| Бутенев Фёдор Степанович           | Подполковник         | 1815-1824 |
| Мельницкий Терентий Иванович       | Лейтенант флота      | 1824-1826 |
| Образцов Василий Алексеевич        | Титулярный советник  | 1826-1830 |
| Власов Дмитрий Яковлевич           | Полковник            | 1830-1833 |
| Бутенев Фёдор Степанович           | Подполковник         | 1833-1836 |
| Клеопин Дмитрий Михайлович         | Инженер-капитан      | 1836-1839 |
| Гордеев Дмитрий Афанасьевич        | Подпоручик           | 1839-1842 |
| Марковников Кузьма Иванович        | Коллежский советник  | 1842-1845 |
| Веригин Николай Иванович           | Штабс-ротмистр       | 1845-1851 |
| Весилли Сергей Васильевич          | Статский советник    | 1851-1854 |
| Семенский Андрей Александрович     | Штабс-ротмистр       | 1854-1857 |
| Лупандин Алексей Николаевич        | Поручик              | 1857-1859 |
| Косаговский Павел Павлович         | Подпоручик           | 1859-1862 |
| Путятин Арсений Степанович (князь) | Титулярный советник  | 1863-1865 |
| Поливанов Дмитрий Андреевич        | Титулярный советник  | 1866-1869 |
| Аничков Александр Васильевич       | Штабс-ротмистр       | 1869-1875 |
| Кршивицкий Александр Фадеевич      | Коллежский секретарь | 1875-1880 |
| Балкашин Николай Иванович          | Коллежский советник  | 1881-1883 |
| Гордеев Николай Дмитриевич         | Коллежский советник  | 1884-1886 |
| Мельницкий Александр Александрович | Штабс-капитан        | 1887-1895 |
| Мельницкий Нил Александрович       | Статский советник    | 1896-1907 |
| Штритер Альфред Эдуардович         | Статский советник    | 1907      |